# Међународни рачуноводствени стандард 36
Међународни рачуноводствени стандард 36 - Обезвређење средстава има за циљ да пропише поступке које предузеће примењује да обезбеди исказивање својих средстава у износима који нису већи од оних који могу да се поврате. 
Ово је један од најсложенијих међународних рачуноводствених стандарда. Сама сложеност се огледа у чињеници да се од одговорних лица у привредном друштву захтева познавање основа рада овлаштених проценитеља.
Средство се исказује изнад износа који може да се поврати уколико је износ по коме је исказано изнад износа који би се повратио путем употребе или продаје тог средства. Уколико је такав случај, средство се сматра обезвређеним и тада се овим стандардом захтева да предузеће призна губитке због обезвређивања.
Стандард такође прецизира када предузеће укида губитак од обезвређивања и прописује обелодањивања за обезвређена средства. Овај се стандард примењује на рачуноводствено обухватање обезвређења сваког средства осим: залиха (МРС 2), средства које је проистекло из уговора о изградњи (МРС 11), одложеног пореског средства (МРС 12), средства које је проистекло из накнада запослених (МРС 19), финансијских средстава (МРС 32), инвестиционе некретнине која се мери по поштеној вредности (МРС 40) и биолошких средстава која су везана за пољопривредну делатност, која се мере по поштеној вредности умањеној за процењене трошкове продаје на месту жетве (МРС 41).
Ови наведени МРС већ садрже конкретне захтеве који се односе на признавање и мерење тих средстава. Овај стандард се примењује на улагања у зависна предузећа (МРС 27), придружена предузећа (МРС 28) и заједничке подухвате (МРС 31). Ако су средства у књиговодству исказана по поштеној вредности која је у ствари њихова тржишна вредност, нето продајна цена тог средства може бити оптерећена само додатним трошком продаје тог средства као што је оглас за продају, организовање продаје и сл.
Износ који се добије при продаји таквог средства може да поврати ревалоризовану - поштену или фер вредност тог средства. У случају да је ревалоризовано средство обезвређено након процене то значи да је његова корисна вредност мања од његове књиговодствене вредности што значи да не може да оствари повраћај своје вредности на тржишту. Корисна вредност представља садашњу вредност процењених будућих токова готовине за коју се очекује да ће се остварити од континуиране употребе тог средства и од отуђења тог средства на крају његовог корисног века трајања. Нето продајна цена је износ који може да се добије од продаје средства у трансакцији од добро обавештених и вољних страна, међусобно суочених на активном тржишту. Губитак због обезвређења средства је износ који се признаје да би се средство књиговодствено исказало по фер вредности.
Активно тржиште је оно на коме владају одређени услови: средства са којима се тргује на тржишту су хомогена, заинтересованим купцима и продавцима су доступни ти производи на тржишту, а цене су познате јавности.